# Ladon (Flussgott)
Ladon (altgriechisch Λάδων Ládōn) ist in der griechischen Mythologie ein Flussgott in Arkadien, verbunden mit dem heute Ladonas genannten Nebenfluss des Alpheios.
Ladon war einer der unzähligen Söhne und Flussgötter, die aus der Verbindung des Okeanos mit Tethys stammten. Er war mit der nur in diesem Zusammenhang genannten Stymphalis verheiratet und Vater der Nymphen Daphne und Metope; letztere heiratete wiederum den Flussgott Asopos. Die später, um dem Liebesdrängen des Apollon zu entgehen, in einen Lorbeerbaum verwandelte Daphne soll er mit der Erde gezeugt haben. Auch galt er als Vater der Nymphe Thelpusa, von der die Stadt Thelphusa ihren Namen herleitete, und als Großvater des Euandros, des sagenhaften Gründers der Siedlung auf dem Palatin in Rom.